# Iglesia de la Purísima Sangre (Alcover)
La iglesia de la Purísima Sangre es un inmueble de la localidad española de Alcover, en la provincia de Tarragona. Las ruinas cuentan con el estatus de bien cultural de interés nacional.

## Descripción
De estilo románico, su construcción se remontaría según Luis Redonet y Eufemià Fort Cogul a finales del siglo XII o comienzos del XIII. Fue reformada en el siglo XVIII y el coro databa del siglo XIV.
La iglesia fue declarada monumento histórico-artístico perteneciente al Tesoro Artístico Nacional el 3 de noviembre de 1931, durante la Segunda República, mediante un decreto publicado el día 7 de ese mismo mes en la Gaceta de Madrid, con la rúbrica de Marcelino Domingo. Quedó en ruinas al derribarse los edificios contiguos.